# Вельки Бєл
Вельки Бєл (словац. Veľký Biel) — село, громада округу Сенець, Братиславський край, південно-західна Словаччина. Кадастрова площа громади — 10,16 км².
Населення 2696 осіб (станом на 31 грудня 2017 року).

## Історія
Вельки Бєл згадується в 1209 році.

## Населення
| Рік:            | 1994. | 2004.    | 2014.    | 2024.    |
| --------------- | ----- | -------- | -------- | -------- |
| Кількість осіб: | 1998  | 2203     | 2427     | 3064     |
| Різниця:        |       | +10,26 % | +10,16 % | +26,24 % |

| Рік:            | 2023. | 2024.   |
| --------------- | ----- | ------- |
| Кількість осіб: | 3035  | 3064    |
| Різниця:        |       | +0,95 % |